# Letalska šola
Letalska šola je šola za usposabljanje pilotov skladno z njenimi odobrenimi programi usposabljanja. Končni rezultat kandidatov v letalski šoli je: licenca, rating ali certifikat. Letalske šole so lahko: nacionalne, EASA evropske, FAA ameriške itd ali vojaške odvisno od akreditacije. Osnovna delovna sredstva letalske šole so: letala, simulatorji letenja ter primerni prostori za pedagoški proces - učilnice in mesta za pripravo na letenje - briefing prostori.  V Sloveniji ima licenco za motorno letalo 0,06 % celotnega prebivalstva oz.1350 prebivalcev od tega deleža jih ima polovica poklicne privilegije in samo ena četrtina privilegije prometnih pilotov (za primerjavo doktorjev znanosti je 98% več kot prometnih pilotov). Cena šolanja za PPL(A) pilota zasebnega (športnega) letala je okvirno 15 tisoč USD, CPL(A) poklicnega pilota kumulativno okoli 65 tisoč USD in ATPL(A) prometnega kumulativno okoli 140 do 160 tisoč USD.    